# 134036 Austincummings
134036 Austincummings è un asteroide della fascia principale. Scoperto nel 2004, presenta un'orbita caratterizzata da un semiasse maggiore pari a 3,0695767 UA e da un'eccentricità di 0,1226549, inclinata di 12,84260° rispetto all'eclittica.